# 加尔多尼区
加尔多尼区（匈牙利語：Gárdonyi járás），是匈牙利费耶尔州的一个区，总面积306.79平方公里，总人口29,406人（2011年），人口密度96人/平方公里。中心城市为加尔多尼。

## 市镇
加尔多尼区包含两个城镇和8个村庄。